# Yuka Yamazaki
Yuka Yamazaki (山崎 由加 Yamazaki Yuka?,  nacido el 29 de junio de 1980 en Tokio) es una exfutbolista japonesa que jugaba como defensa.
Yamazaki jugó 7 veces para la selección femenina de fútbol de Japón entre 2000 y 2001.

## Trayectoria

### Clubes
| Club                 | País  | Año         |
| -------------------- | ----- | ----------- |
| Nippon TV Beleza     | Japón | 1995 - 2002 |
| Okayama Yunogo Belle | Japón | 2003 - 2006 |

### Selección nacional
| Selección | País  | Año         |
| --------- | ----- | ----------- |
| Absoluta  | Japón | 2000 - 2001 |

## Estadística de equipo nacional
| Selección femenina de fútbol de Japón | Selección femenina de fútbol de Japón | Selección femenina de fútbol de Japón |
| Año                                   | Partidos                              | Goles                                 |
| ------------------------------------- | ------------------------------------- | ------------------------------------- |
| 2000                                  | 6                                     | 0                                     |
| 2001                                  | 1                                     | 0                                     |
| Total                                 | 7                                     | 0                                     |